# Костадин Марков
Костадин Марков е български футболист, полузащитник.

## Спортна биография
Роден е на 18 февруари 1979 година в Благоевград.
Започва да играе в ДЮШ на Пирин (Бл).
През 1999 година подписва първи професионален договор с родния си клуб, където престоява в продължение на две години. след края на контракта му, подписва нов двегодишен договор със Спартак (Плевен).
Следваща спирка на защитника е тима от столичния квартал „Надежда“ – Локомотив (София), където играе до 2004 година, когато се завръща в родния Пирин. Играе за благоевградчани, като за кратко е преотстъпен на тима от гръцкия град Александруполис – „Александруполи Еноси“ през 2005 година, след което довършва договора си с Пирин.
Следващи спирки на Марков са Локомотив (Мездра) и Велбъжд (Кюстендил), преди да пристигне в Перник, където се представя на ниво, което през 2011 година му дава правото да бъде капитан на Миньор. През лятото на 2012, след смяната на собствеността в Локомотив Пловдив, е привлечен да играе за „смърфовете“.